# Золотурн
Золоту́рн (нім. Solothurn) — місто в Швейцарії, столиця кантону Золотурн..
Місто називає себе найбільшим швейцарським містом у стилі бароко. Старе місто будувалося з 1530 до 1792, в архітектурі поєднує в собі італійський, французький і швейцарський стилі.
1980 року Золотурн відзначено премією за розвиток і збереження архітектурної спадщини.

## Географія
Місто розташоване на відстані близько 30 км на північ від Берна.
Золотурн має площу 6,3 км², з яких на 69,9% дозволяється будівництво (житлове та будівництво доріг), 22,6% використовуються в сільськогосподарських цілях, 2,2% зайнято лісами, 5,3% не є продуктивними (річки, льодовики або гори).

## Демографія

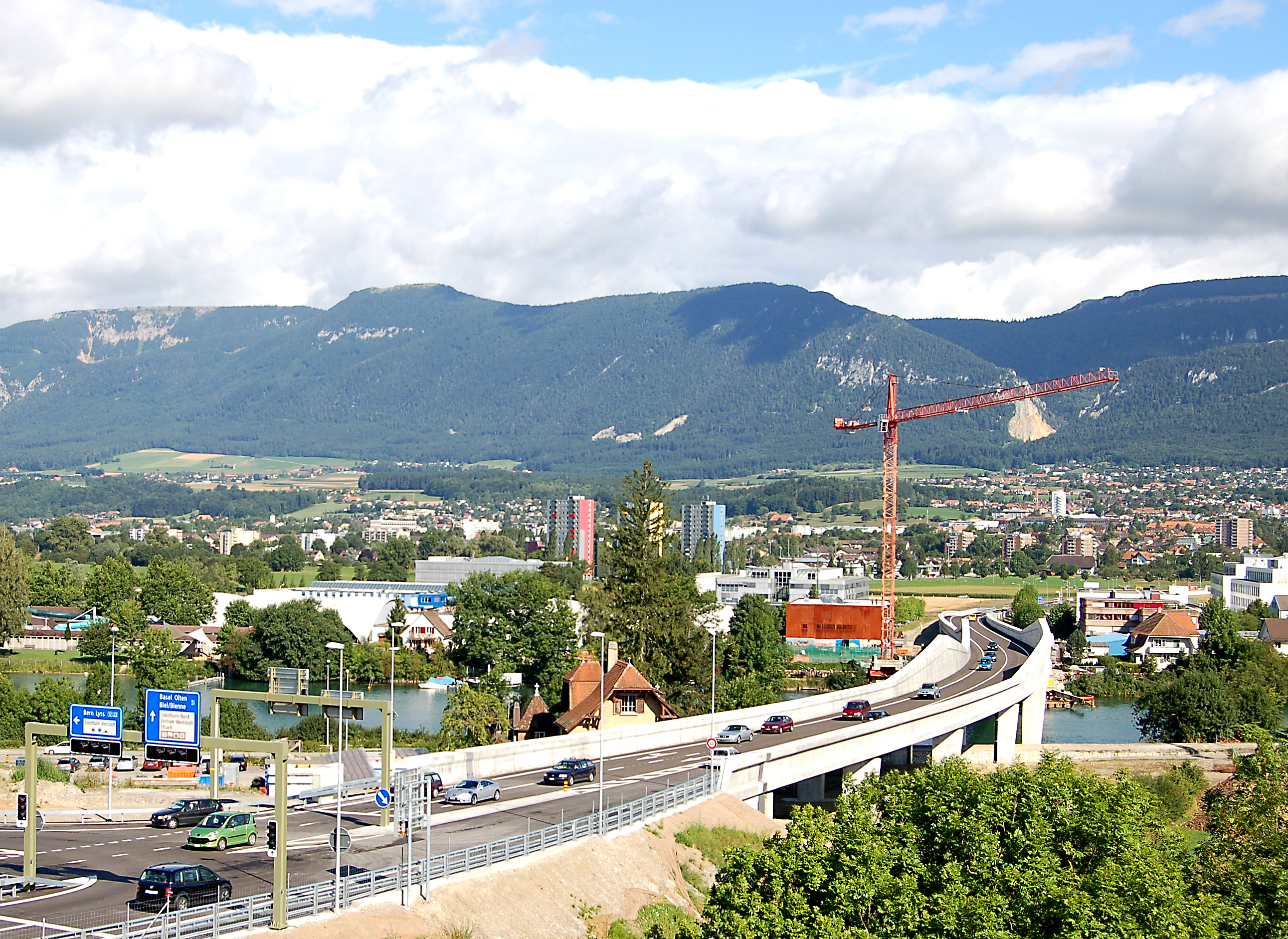
Міст через ріку Ааре і нове місто Золотурна

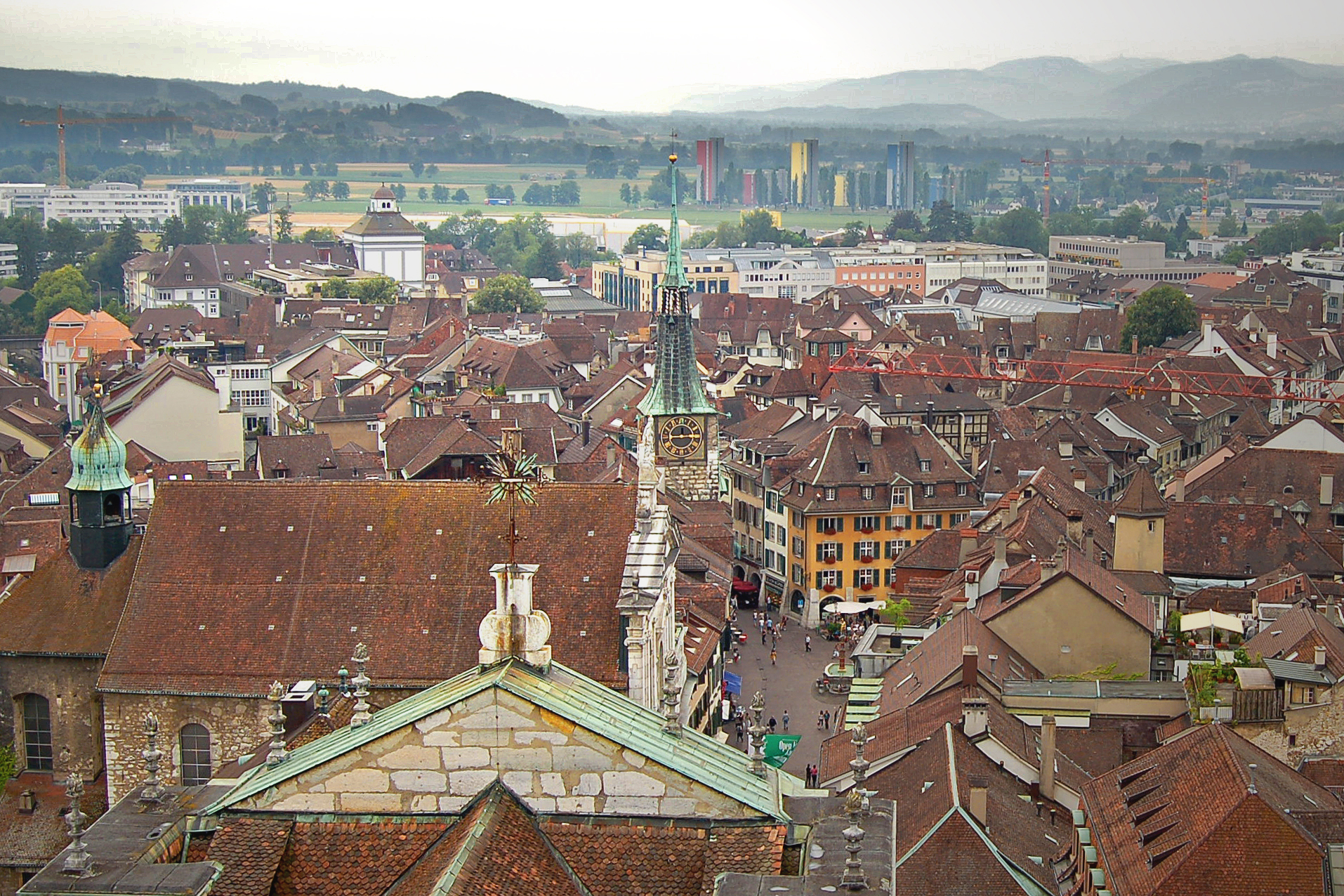
Вигляд на старе місто Золотурна

2019 року в місті мешкало 16 933 особи (+5,4% порівняно з 2010 роком), іноземців було 21,3%. Густота населення становила 2696 осіб/км².
За віковим діапазоном населення розподілялося таким чином: 15,6% — особи молодші 20 років, 64,1% — особи у віці 20—64 років, 20,3% — особи у віці 65 років та старші. Було 8501 помешкань (у середньому 1,9 особи в помешканні).
Із загальної кількості 21 592 працюючих 14 було зайнятих в первинному секторі, 2623 — в обробній промисловості, 18 955 — в галузі послуг.
У 2008 році 21,1 % населення міста становили іноземні громадяни []. Впродовж 1999—2009 років чисельність населення Золотурна збільшувалась в середньому на 4,4 % щорічно [].
Більшість населення міста (станом на 2000 рік) спілкується німецькою мовою (13270 або 85,7 %). Другою за поширенням є італійська мова, якою розмовляють 469 жителів, або 3,0 % населення міста, албанською мовою володіють 261 осіб, або 1,7 % населення; 193 осіб — французькою, 19 осіб — ретророманською.
За гендерною ознакою, у 2008 році 48,1 % населення міста (7666 осіб) становили чоловіки, 51,9 % (8273 особи) — жінки. Із загальної чисельності жителів Золотурна чоловічої статі 5891 особи (76,8 %) становили громадяни Швейцарії, 1775 осіб (23,2 %) — іноземці. Із загальної кількості жінок, які проживали у 2008 році в Золотурні, 6669 осіб (80,6 %) становили громадяни Швейцарії, 1604 осіб (19,4 %) — іноземки []. При цьому, у 2000 році 3864 (24,9 %) мешканців міста народилися у ньому, тоді як 4135 осіб (26,7 %) — народилися в інших населених пунктах Швейцарії, а 3193 особи (20,6 %) — за межами країни.
За віковою ознакою, станом на 2000 рік у Золотурні проживало 913 дітей віком до 6 років (5,9 % населення) і 2013 підлітків віком від 7 до 19 років (13,0 %). Доросле населення Золотурна складалося з 888 осіб віком від 20 до 24 років (5,7 %), 4832 осіб — від 25 до 44 років (31,2 %), 3678 осіб — від 45 до 64 років (23,7 %). Серед мешканців похилого віку 2068 осіб (13,4 % населення міста) склали мешканці віком від 65 до 79 років, а 1097 осіб (7,1 %) — старші 80 років [].

## Економіка
У 2010 році рівень безробіття у Золотурні становив 4,6 %. У 2008 році в місті працювали 4 підприємства первинного сектору економіки, на яких було зайнято 22 працівники. В обробному секторі економіки функціонували 178 підприємств з 2587 працівниками. Провідну роль у структурі економіки відіграє сектор послуг, у якому функціонує 1226 підприємств з 14381 працівниками []. 8023 жителів міста були зайняті в інших видах діяльності, з яких 46,9 % становили жінки.
В еквіваленті повної зайнятості загальна кількість робочих місць у Золотурні в 2008 році становила 13378. При цьому, у первинному секторі налічувалось 16 робочих місць, з яких 7 — у сільському господарстві, 9 — у лісовому господарстві та виробництві пиломатеріалів. У вторинному секторі налічувалось 2430 робочих місць, з яких 1398 (57,5 %) — в обробній промисловості, 813 (33,5 %) — у будівництві. Кількість робочих місць у сфері послуг в 2008 році становила 10932, з яких 1537 (14,1 %) — в оптовій та роздрібній торгівлі, а також ремонті автомобілів; 454 (4,2 %) — у сфері транспортування і зберігання товарів; 610 (5,6 %) — у готельно-ресторанному бізнесі; 583 (5,3 %) — в інформаційному секторі; 975 (8,9 %) — у фінансовому і страховому секторі; 1095 (10,0 %) — у сфері науки; 614 (5,6 %) — в освіті та 2612 23,9 %) — у галузі охорони здоров'я []. 20,1 % зайнятих в економіці міста використовують громадський транспорт, щоб дістатися до роботи, і 40,3 % використовують особистий автомобіль [].

## Релігія
За даними перепису населення 2000 року, 5463 жителів міста (35,3 %) були римо-католиками, а 4358 (28,1 %) — віруючими швейцарської реформатської церкви. До представників інших християнських конфесій належали: 278 прихожан православної церкви (1,79 % населення); 182 осіб (1,18 % населення) — вірних християнської католицької церкви; 248 осіб (1,60 % населення) належали до інших християнських церков.
До послідовників юдаїзму належали 27 осіб (0,17 % населення Золотурна), 915 осіб (5,91 %) — мусульмани, 78 осіб — буддистів, 173 особи — індуїсти та 27 осіб, які належали до інших релігійних течій. 3139 осіб (20,27 % населення міста) не відносили себе до жодної релігійної конфесії, були агностиками або атеїстами, а 601 осіб (3,88 % населення) відмовились від відповіді на запитання про релігійну приналежність.

## Галерея та пам'ятки

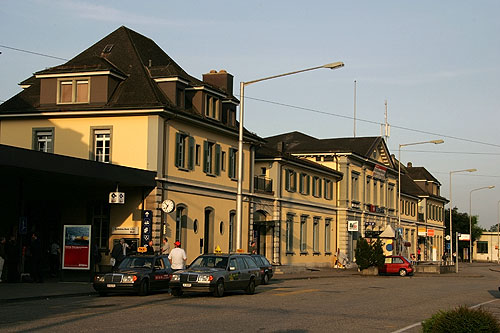
Залізничний вокзал Золотурна
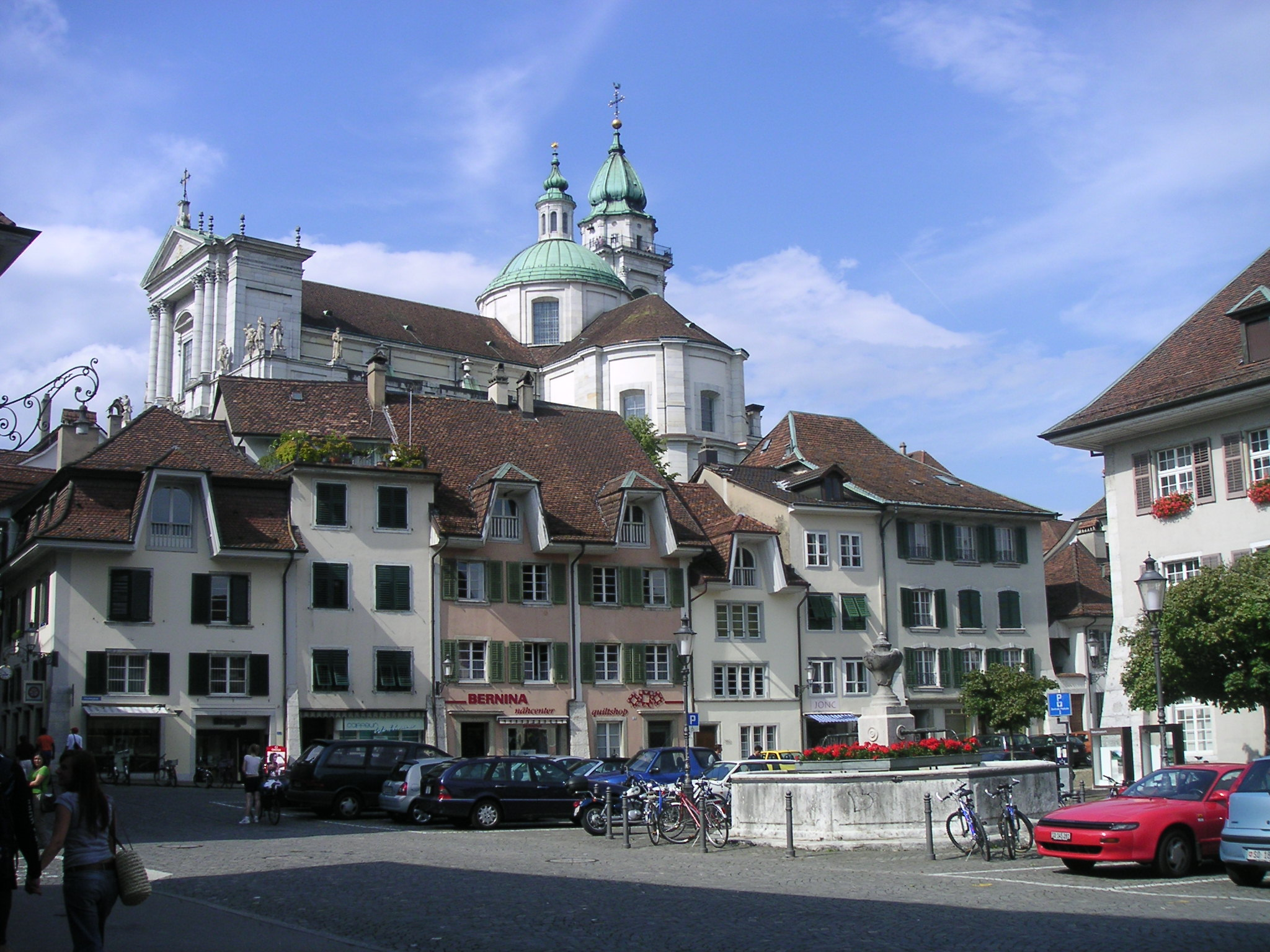
Золотурн. Собор св. Урса
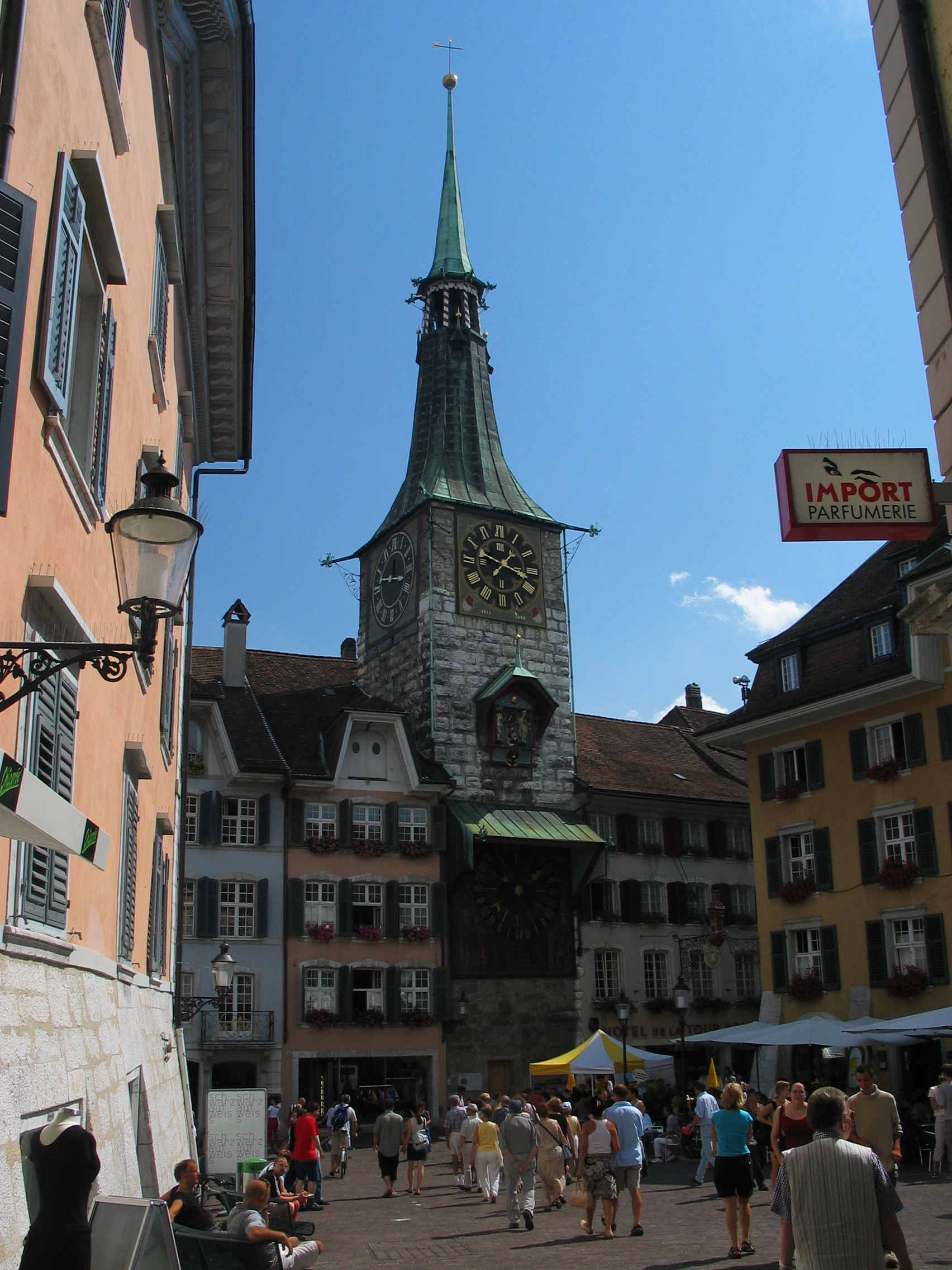
Золотурн. Годинникова вежа
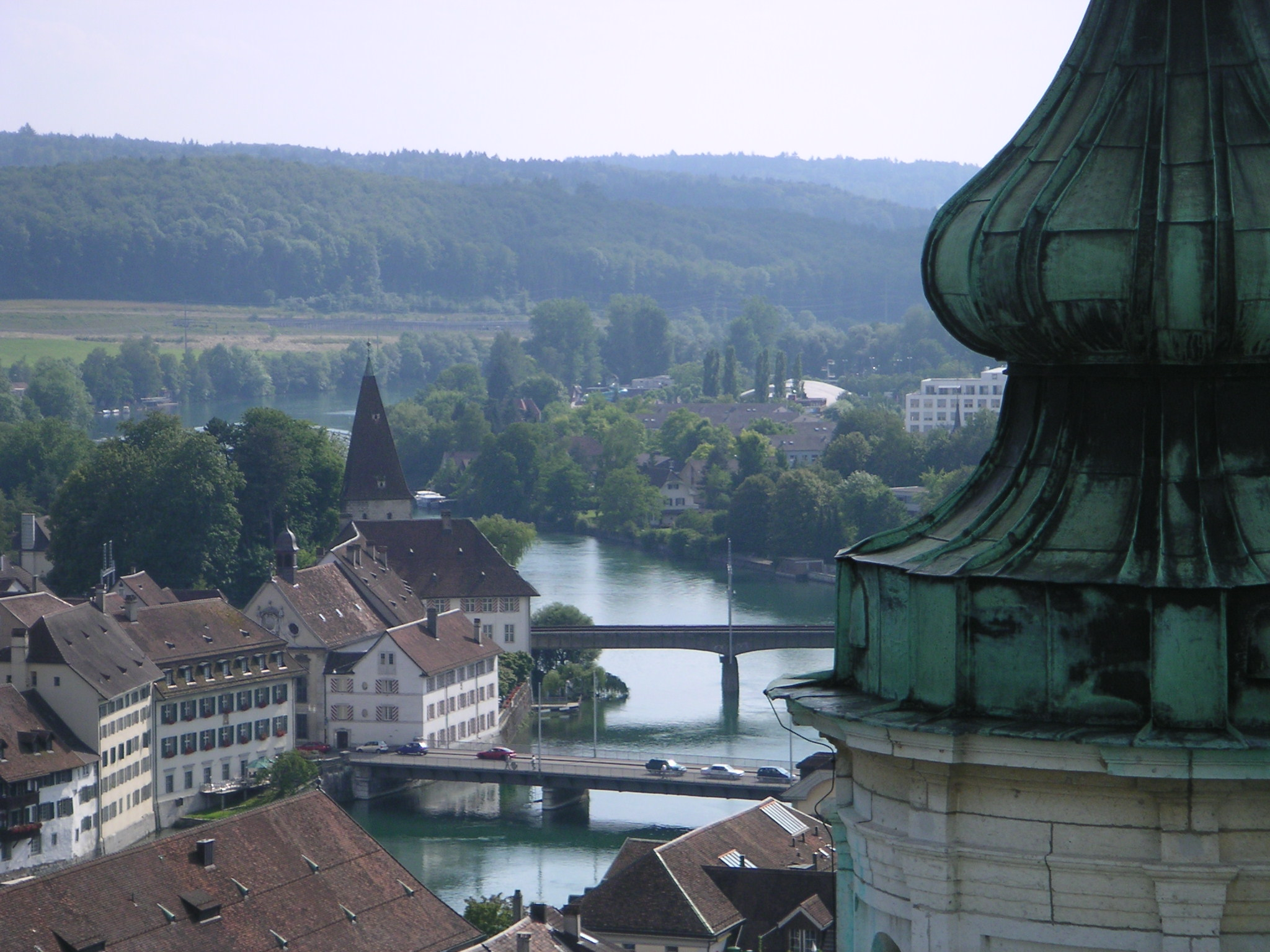
Вид на Аре з собору
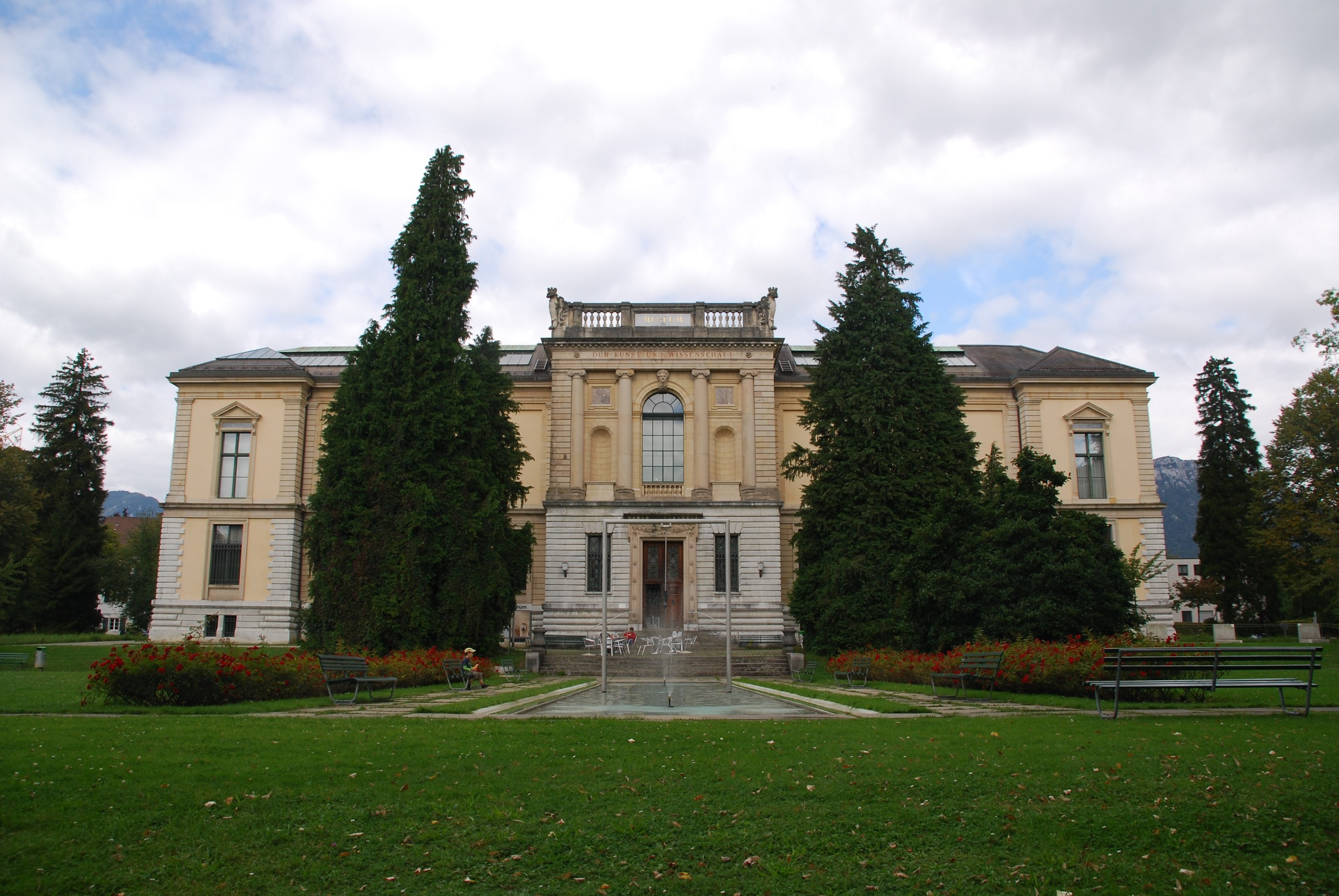
Художній музей (Золотурн)
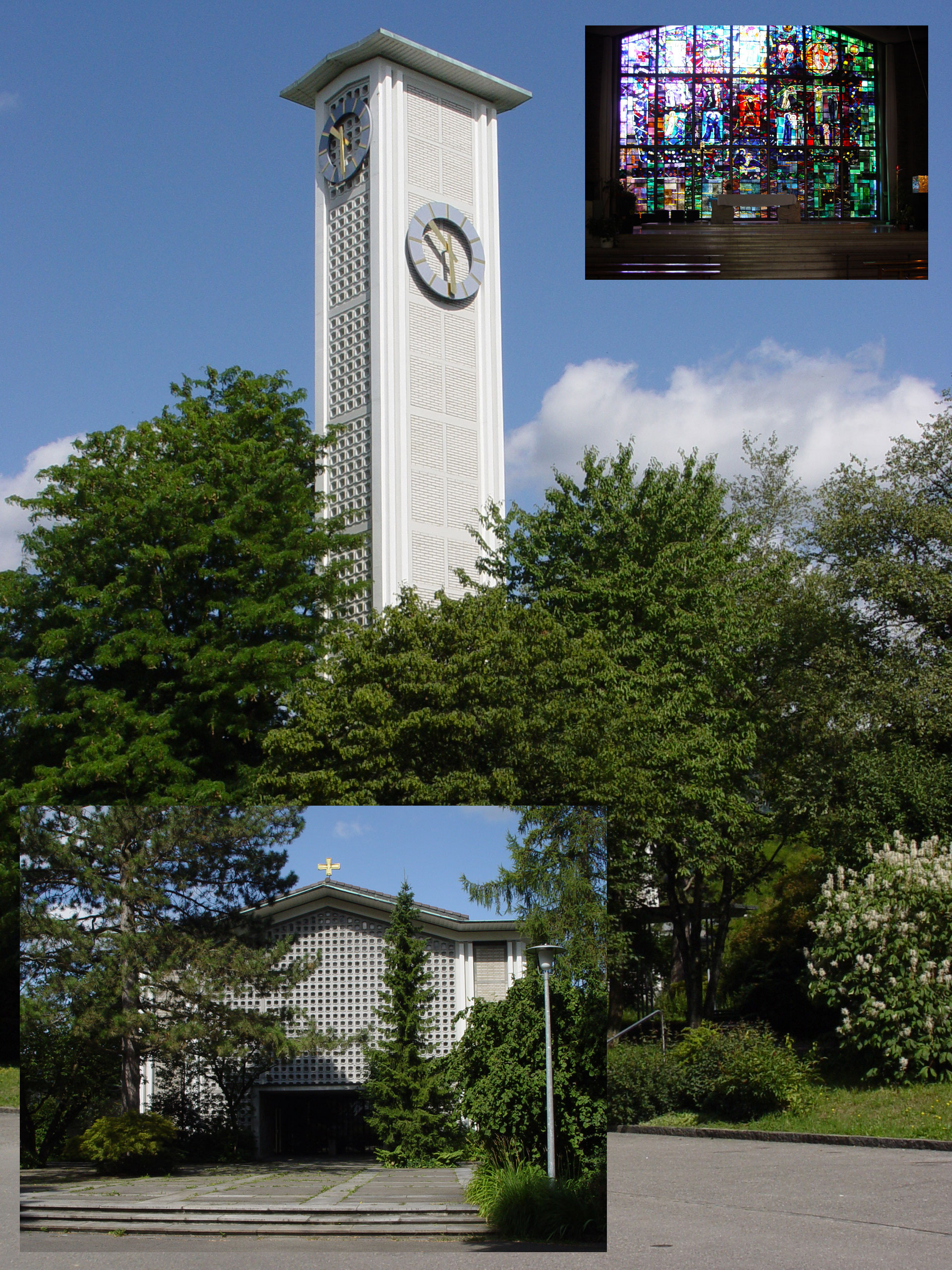
Церква Святої Марії на заході Золотурна
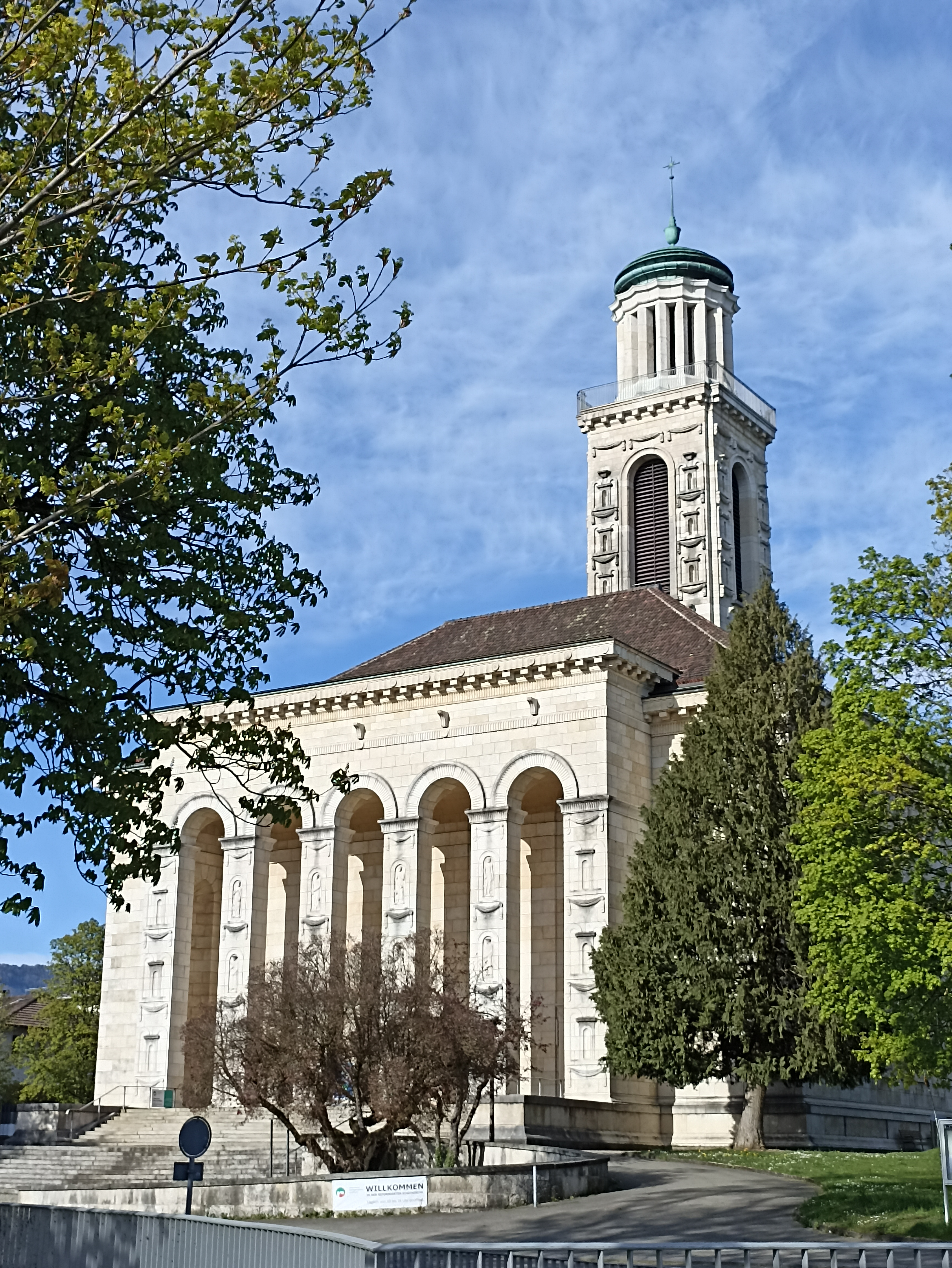
Реформатська міська церква

- Старе місто
- Годинникова вежа (Zeitglockenturm)
- Церкви: собор St. Ursus, Церква єзуїтів (Jesuitenkirche)
- Гора Вайсенштайн
- Замок Вальдегг
- Художній музей (Золотурн)

## Особи, пов'язані з містом
- Френк Бухзер (1828—1890) — швейцарський художник